# Công ty sản xuất chương trình phát sóng
Công ty sản xuất chương trình phát sóng hay công ty sản xuất chương trình là một doanh nghiệp chuyên sản xuất các chương trình truyền hình và phát thanh theo yêu cầu của đài phát sóng.

## Tại Việt Nam
Ngành giải trí Việt Nam hiện nay không chỉ là cuộc chạy đua giữa các nghệ sĩ mà đã bắt đầu trở thành cuộc chiến của những nhà tổ chức tiếng tăm đứng đằng sau. Các công ty sản xuất chương trình ngày một đa dạng và chuyên nghiệp hóa, cho ra đời rất nhiều chương trình giải trí có chất lượng và thu hút khán giả khắp mọi nơi.
Hình thức mua bán sản phẩm phổ biến giữa nhà sản xuất và đài truyền hình là đổi quảng cáo. Hiện nay, hầu hết các công ty sản xuất chương trình đều đổ quảng cáo vào trò chơi truyền hình (game show). Đặc biệt, thị trường giải trí cả phía Nam lẫn phía Bắc đang đẩy mạnh đến mức tối đa các game show trên truyền hình. Trên các khung giờ vàng của các ngày trong tuần, và đặc biệt là ba ngày cuối tuần của các đài lớn như THVL, HTV, VTV và các đài địa phương khác đều phủ sóng dày đặc trò chơi truyền hình mang tính giải trí cao với đủ loại hình khác nhau phục vụ mọi đối tượng khán giả.
Chú thích:

     Đơn vị sự nghiệp nhà nước

     Doanh nghiệp tư nhân
| STT | Các công ty                               | Tên khác                                                                                      | Tên đầy đủ | Năm thành lập | Người sáng lập                                                | Trụ sở | Các lĩnh vực hoạt động |
| --- | ----------------------------------------- | --------------------------------------------------------------------------------------------- | --- | ------------- | ------------------------------------------------------------- | --- | --- |
| 1   | Đài Tiếng nói Việt Nam                    | Voice of Vietnam (VOV)                                                                        | | 1945          | Trực thuộc Bộ Thông tin và Truyền thông                       | Trung tâm Phát thanh Quốc gia, số 58 phố Quán Sứ, phường Hàng Bông, quận Hoàn Kiếm, Hà Nội | Sản xuất các loại hình truyền thông đa phương tiện, bao gồm: phát thanh (VD các chương trình như Bạn hãy nói với chúng tôi, Cửa sổ tình yêu, Quick & Snow show), truyền hình, báo in và báo điện tử |
| 2   | Đài FM 99.9 MHz                           |                                                                                               | Thuộc Đài Tiếng nói Nhân dân Thành phố Hồ Chí Minh (VOH)                                                                                      | 1962          | Trực thuộc Ủy ban nhân dân Thành phố Hồ Chí Minh              | Số 3 đường Nguyễn Đình Chiểu, phường Đa Kao, quận 1, Thành phố Hồ Chí Minh | Đài phát thanh, báo điện tử, chương trình phát thanh âm nhạc (Làn Sóng Xanh) |
| 3   | Trung tâm Phim truyền hình Việt Nam       | Vietnam Television Film Center (VFC)                                                          | - Công ty Nghe nhìn Việt Nam (từ năm 1980) - Hãng phim truyền hình Việt Nam (từ năm 1996) - Trung tâm Sản xuất Phim truyền hình (từ năm 2003) | 1980          | Trực thuộc Đài Truyền hình Việt Nam (VTV)                     | Số 906 Đê La Thành, quận Ba Đình, Hà Nội | Sản xuất chương trình và phim truyền hình |
| 4   | Công ty Cát Tiên Sa                       |                                                                                               | | 1999          |                                                               | Số 5B Nguyễn Đình Chiểu, phường Đa Kao, quận 1, Thành phố Hồ Chí Minh | Tổ chức sự kiện và các chương trình truyền hình; dịch vụ xây dựng thương hiệu, đầu tư và tư vấn; các dịch vụ quảng cáo, sản xuất phim nhựa và phim truyền hình |
| 5   | Công ty Đông Tây Promotion                |                                                                                               | Công ty Cổ phần Xúc tiến Đông Tây | 2000          | Trực thuộc Công ty Cổ phần DatvietVAC Group Holdings          | - Số 200 Pasteur, phường Võ Thị Sáu, quận 3, Thành phố Hồ Chí Minh - Suit C2, tầng 5, khách sạn Pullman, số 40 Cát Linh, quận Đống Đa, Hà Nội | Trò chơi truyền hình, chương trình truyền hình thực tế, các show âm nhạc, ẩm thực, tổ chức sự kiện... |
| 6   | Sunrise Media                             | S.U.N RISE                                                                                    | Công ty Cổ phần Truyền thông S.U.N RISE | 2005          | Nguyễn Thị Phương Loan, Đỗ Thị Thanh Hương                    | Tầng 11 tháp Tây, tòa nhà Hancorp, số 72 đường Trần Đăng Ninh, quận Cầu Giấy, Hà Nội | Truyền thông đa phương tiện, sản xuất dịch vụ quảng cáo truyền hình, chương trình truyền hình và mua lại bản quyền phim truyền hình |
| 7   | Xone Radio                                | Xone FM                                                                                       | | 2006          |                                                               | XoneFM, lầu 4, số 100 Nguyễn Lương Bằng, quận 7, Thành phố Hồ Chí Minh | Chương trình âm nhạc |
| 8   | MCV Group                                 | MCV Network, Công ty Cổ phần Phát triển Truyền thông Quảng cáo MAC Việt Nam (MCV Corporation) | Công ty Cổ phần Tập đoàn MCV | 2007          | Phạm Từ Liêm                                                  | - Trụ sở: Tầng F3, số 187 Nguyễn Lương Bằng, phường Quang Trung, quận Đống Đa, Hà Nội - Khu phức hợp phim trường văn phòng MCV Complex: Lô B7 đường 19A, KCX Tân Thuận, phường Tân Thuận Đông, quận 7, TP. Hồ Chí Minh - 18Bis/22/1i đường Nguyễn Thị Minh Khai, phường Đa Kao, quận 1, TP. Hồ Chí Minh - MCV Complex: Tầng 20, toà nhà Ngọc Khánh Plaza, số 1 Phạm Huy Thông, phường Ngọc Khánh, quận Ba Đình, Hà Nội | Truyền thông quảng cáo, chương trình truyền hình, sản xuất và phát hành nội dung số trên các nền tảng YouTube, Facebook, TikTok và Dailymotion (MCV Network), đào tạo và quản lý nhóm nhạc (P336 Band, O2O Girlband) và phát triển mạng lưới KOL, phát triển công nghệ và chuyển đổi số cho các đài truyền hình |
| 9   | Công ty Truyền thông & Giải trí Điền Quân | Điền Quân Media & Entertainment                                                               | | 2008          | Đỗ Văn Bửu Điền (Color Man)                                   | Số 34 Nguyễn Thị Minh Khai, phường Đa Kao, quận 1, Thành phố Hồ Chí Minh | Chương trình truyền hình, tin tức thời sự, ký sự, sản xuất phim truyền hình, phim điện ảnh, mua bán bản quyền điện ảnh, sản xuất phim quảng cáo giới thiệu doanh nghiệp, tư vấn kinh doanh quảng cáo,... |
| 10  | Viettel Media                             |                                                                                               | Công ty Truyền thông Viettel | 2013          | Trực thuộc Tập đoàn Công nghiệp – Viễn thông Quân đội Viettel | Tầng 4, tòa nhà The Light (CT2 Trung Văn), số 36 phố Tố Hữu, phường Trung Văn, quận Nam Từ Liêm, Hà Nội | Công nghệ và truyền thông quảng cáo, sản xuất trò chơi truyền hình (Sao nhập ngũ, Mẹ vắng nhà - Ba là siêu nhân), phim truyền hình (Mặt nạ hạnh phúc, Hoa hồng giấy…), sản xuất và hợp tác sản xuất phim điện ảnh (VD Điên Tối), tư vấn và thực thi các chiến dịch tiếp thị kỹ thuật số, phát triển và vận hành các nền tảng số (mạng xã hội, tin tức, âm nhạc, video game), phân phối bản quyền phim, phát hành game và thể thao điện tử, sản xuất và vận hành kênh truyền hình (QPVN và SCTV6-Fim360) |
| 11  | The One Radio                             | T.O.Radio                                                                                     | | 2018          |                                                               | Số 60 đường Nguyễn Văn Thủ, phường Đa Kao, quận 1, Thành phố Hồ Chí Minh | Sản xuất các chương trình phát thanh tin tức, âm nhạc và giải trí (After Work - Sau giờ làm, Rise And Shine, Chuyến bay sáng, Những giai điệu ủi an, Gieo mầm yêu thương...) |